# يزيد بن أبي نشبة
يزيد بن أبي نشبة راوي حديث مجهول من صغار التابعين. روى له أبو داود.

## روايته للحديث النبوي
- روى عن: أنس بن مالك.
- روى عنه: جعفر بْن برقان الجزري.[1]
- الجرح والتعديل: روى له أبو داود حديثًا عن أنس.[1]